# Poesie vol.6
Poesie vol.6 è il sesto album in studio del cantante italiano Gianni Celeste, pubblicato nel 1989 dalla Seamusica.

## Tracce
1. Pe' restà cu tte
2. M'e conquistato
3. Amici
4. Si è purtato 'o core
5. Ammore 'e scola
6. Scugnizziello
7. Io e te
8. Ragazza madre
9. Angela
10. 'N'ata bugia